# 1855 aux États-Unis
Pour des articles plus généraux, voir Chronologie des États-Unis et 1855.
Chronologie des États-Unis
- 1851
- 1852
- 1853
- 1854
- 1855
- 1856
- 1857
- 1858
- 1859

Cette page concerne des événements d'actualité qui se sont produits durant l'année 1855 du calendrier grégorien aux États-Unis.

## Gouvernement
- Président : Franklin Pierce Démocrate
- Vice-président : vacant
- Secrétaire d'État : William L. Marcy
- Chambre des représentants - Président : Linn Boyd Démocrate jusqu'au 4 mars

## Événements
- 12 février : fondation de l'Université de l'État du Michigan à East Lansing.
- 22 février : fondation de l'Université d'État de Pennsylvanie dans le Comté de Centre en Pennsylvanie.
- 16 mars : fondation de Bates College à Lewiston (Maine).
- 21 avril: une série d'émeutes connues sous le nom d'« émeutes de la bière lager » (Lager Beer Riot) survenues à Chicago dans l'Illinois lorsque le maire Levi Boone, petit-neveu de Daniel Boone ait proposé une ordonnance locale stipulant sur l'hypothétique fermeture des tavernes de la ville les dimanches et sur l'augmentation du coût des permis d'alcool de 50 $ par année à 300 $ par trimestre.
- Mai-juin : premier conseil de Walla Walla entre le gouvernement des États-Unis et les tribus amérindiennes du Nord-Ouest (Cayuses, Nez-Percés, Umatillas, Walla Walla et Yakamas).
- 11 juin : traité entre les Nez-Percés et le gouvernement des États-Unis.
- 28 juin : fondation de Sigma Chi, une fraternités de collège, à l'université Miami d'Oxford, dans l'Ohio.
- 2 juillet : la première législature territoriale du Kansas réunie à Pawnee adopte une loi esclavagiste[1].
- 4 juillet : le poète Walt Whitman publie Leaves of Grass (Feuilles d'herbe).
- 21 juillet. deuxième édition de la régate universitaire entre Harvard et Yale. Harvard s'impose[2].
- 7 août : création de la colonie fouriériste du Texas sous le nom de Société de la Réunion, organisée à l'initiative des Français Victor et Clarisse Considerant, après avoir quitté la France comme bon nombre de républicains après le Coup d'État du 2 décembre 1851.
- 17 août : ouverture de la ligne Sacramento-Granite City. Premier chemin de fer construit sur la côte ouest des États-Unis.
- 10 novembre : Le Chant de Hiawatha est publié par le poète Henry Longfellow.
- 11 novembre : la Constitution de Topeka est adoptée lors d'une convention d'anti-esclavagistes au Kansas. Cette constitution rendait l'esclavage illégale mais interdisait tout esclave libre dans le territoire du Kansas. Cependant cette convention n'est pas approuvée par le gouvernement fédéral.
- 21 novembre : l'anti-esclavagiste Charles W. Dow est assassiné par un colon pro-esclavagiste. (Guerre de Wakarusa).
- 1er décembre : une petite armée de Missouriens, sous la commande du shérif Samuel J. Jones[3],[4] du Comté de Douglas (Kansas), assiègent Lawrence (Kansas). (Guerre de Wakarusa)
- 6 décembre : l'abolitionniste Thomas Barber devient la seule victime de la Guerre de Wakarusa.
- 8 décembre : un traité de paix apaise la Guerre de Wakarusa.
- 15 décembre : la Constitution de Topeka est approuvée par vote des citoyens du territoire du Kansas mais elle ne saura jamais acceptée comme document juridique.
- 20 décembre : en Floride, des Séminoles attaquent le campement du premier-lieutenant George Hartsuff et dix  de ses hommes. Plusieurs soldats sont abattus, dont Hartsuff. C'est le début de la Troisième Guerre séminole (fin en 1858).
- Guerre Yakima : Conflit entre les États-Unis et le peuple Yakamas, alors tribu amérindienne du Territoire de Washington et désormais sud-est de l'État de Washington, jusqu'en 1858.
- À Brooklyn, fondation des Brooklyn Atlantics, un club de baseball qui cessera ses activités en 1881.
- Fondation de Elmira College à Elmira (New York).
- Fondation de l'Université de San Francisco.
- Benjamin Silliman Jr. introduit la méthode de craquage, qui a rendu possible l'industrie pétrochimique moderne.

## Naissances
- 21 janvier : John Moses Browning (décédé le 26 novembre 1926) est un concepteur d'arme à feu qui développa plusieurs types d'armes utilisées par l'armée américaine.
- 13 mars : Percival Lowell, astronome américain.
- 24 mars : Andrew Mellon, (décédé le 27 août 1937), est un banquier américain, industriel, philanthrope et collectionneur d'art.
- 5 novembre : Eugene Victor Debs, (né le 5 novembre 1855 et décédé le 20 octobre 1926), est un homme politique américain, syndicaliste et socialiste, un des fondateurs du syndicat des Industrial Workers of the World (IWW, Les travailleurs industriels du monde).

#### Articles généraux
- Histoire des États-Unis de 1776 à 1865
- Évolution territoriale des États-Unis
- Ruée vers l'or en Californie
- Troisième Guerre séminole
- Bleeding Kansas
- Guerre Yakima

#### Articles sur l'année 1855 aux États-Unis
- Guerre de Wakarusa